# Karl-Marx-Allee

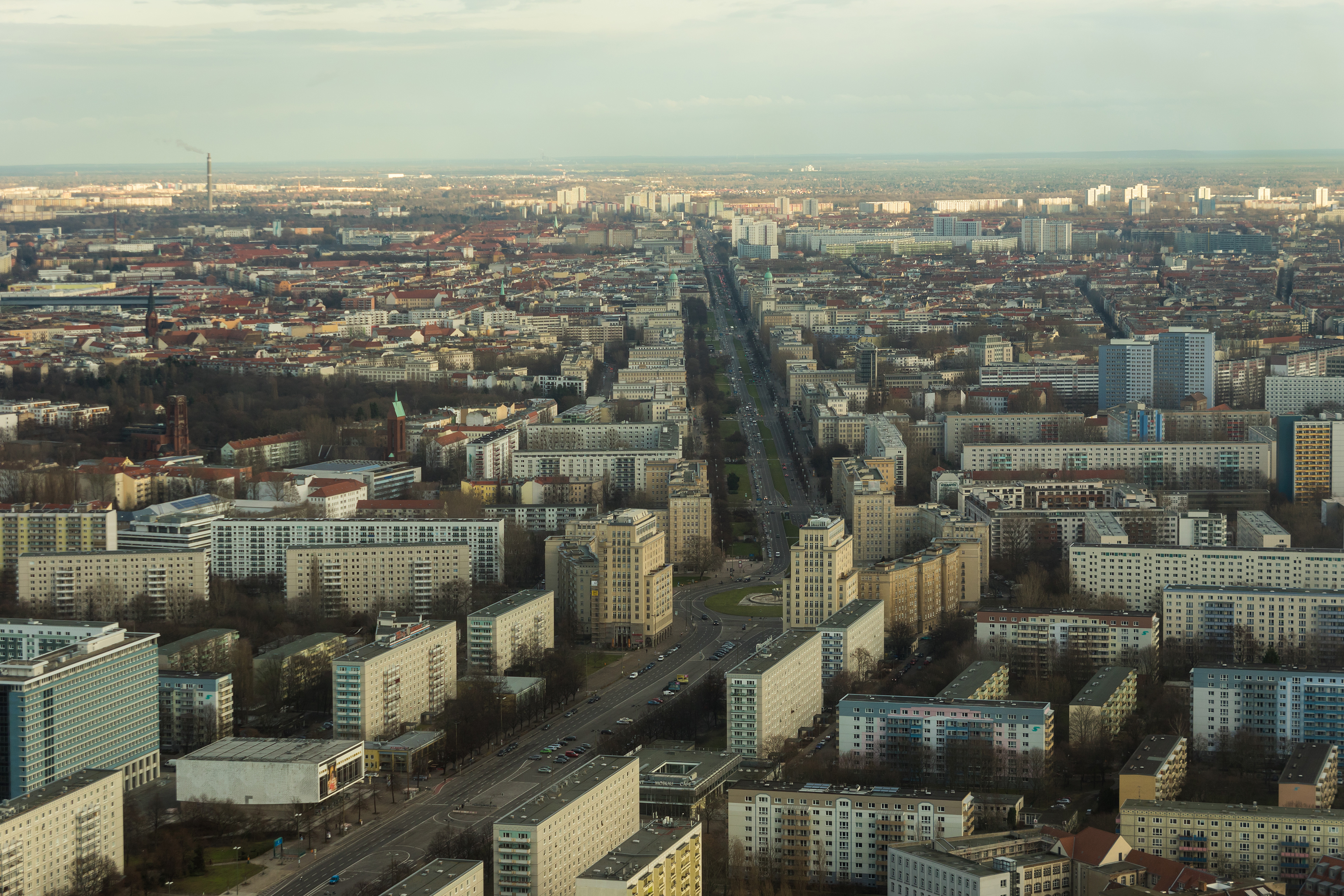
Flygfoto av Karl-Marx-Allee

Karl-Marx-Allee är en stor paradgata i Berlin. Gatan går genom de östra och centrala stadsdelarna Friedrichshain och Mitte, från Alexanderplatz via Strausberger Platz till Frankfurter Tor där den övergår i Frankfurter Allee.

## Historik

### Återuppbyggnad efter kriget
I samband med Josef Stalins 70-årsdag den 21 december 1949 byggdes gatan Große Frankfurter Straße samman med den öster om Frankfurter Tor anslutande Frankfurter Allee och den nya förlängda gatan döptes till Stalinallee. Som del av återuppbyggnaden efter andra världskriget blev Stalinallee år 1951 fokus för en av Östberlins storskaliga infrastruktursatsningar för att omvandla stadens ruiner till lägenhetskomplex. Stora flervåningshus, så kallade arbetarpalats, byggdes på 1950-talet under parollen "Historiskt arv" i en byggnadsstil inspirerad av det sena 1700-talets nyklassicism.

### Nybyggnationer på 1960-talet

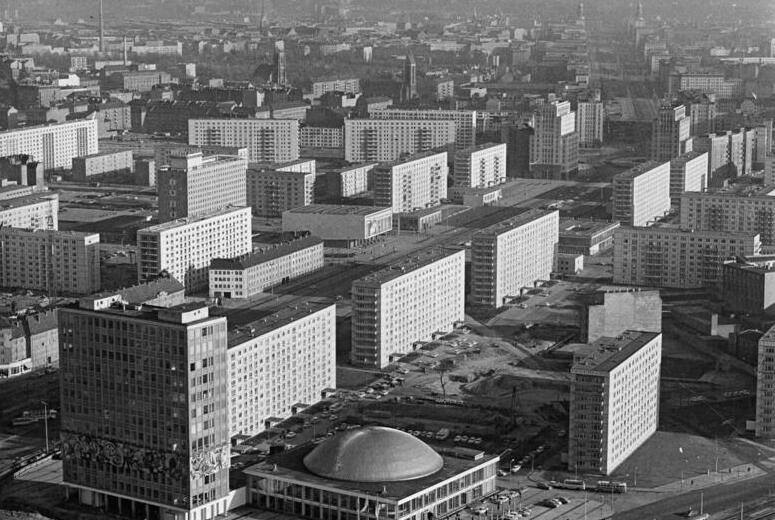
Lägenhetshus längs Karl-Marx-Allee, fotografi från 1966

På grund av avstaliniseringen ändrades gatans namn från Stalinallee till Karl-Marx-Allee den 13 november 1961, namngivet efter den tyske filosofen Karl Marx. Då revs också statyn av Stalin en natt.
Samtidigt avskildes gamla Frankfurter Allee i öster, dock inte längre med utgångspunkt vid Frankfurter Tor utan istället längre österut. De höga kostnaderna för de enorma arbetarpalatsen ledde till att man inte kunde bygga enhetligt längs gatan ända till Alexanderplatz, vilket tillsammans med ett trendbrott inom arkitekturen bort från den socialistiska klassicismen under 1960-talet resulterade i att husen mellan Strausberger Platz och Alexanderplatz byggdes i en enklare stil. Under 1960-talet anlades de betydligt billigare plattenbauten, prefabricerade bostadshus med 8 till 10 våningar byggda med grönytor mellan sig. I samma stil byggdes t.ex. Café Moskau och biografen Kino International. Karl-Marx-Allee blev mycket populärt för dess butiker – i utbudet fanns ofta varor som inte kunde införskaffas på andra håll i Östtyskland.

## Läge och vägbeskrivning
Karl-Marx-Allee är en del av Bundesstrasse 1, som från Magdeburg går igenom Berlin mot Kostrzyn, och B5 som går från Frankfurt an der Oder till Hamburg. Under jord går vid gatan tunnelbanelinjen U5 från Alexanderplatz till Hönow. Sevärt är de stora, pampiga bostadshus från 1950-talet som byggdes i stilen socialistisk klassicism.